# Cryptus albitarsis
Cryptus albitarsis là một loài tò vò trong họ Ichneumonidae.